# Wii Play
Wii Play is een verzameling van negen minigames, ontwikkeld door Nintendo voor de Wii.
Het spel kan alleen gekocht worden in combinatie met een Wii-mote. Net als Wii Sports maakt Wii Play ook gebruik van het Mii-personagekanaal. Alle spellen zijn gemaakt om met twee spelers gespeeld te worden, maar ze kunnen ook tegen de computer gespeeld worden. Het spel Tanks kan met een Nunchuk gespeeld worden, maar deze is niet vereist aangezien het ook met de D-pad (de pijltjestoetsen op de Wii-mote) gespeeld kan worden.

## De spellen
Shooting Range
Shooting is de Wii- versie van de klassieker Duck Hunt. De speler richt de Wii-mote op het scherm en schiet met de B-knop aan de onderkant van de Wii-mote. De doelen variëren van ballonnen en kleiduiven tot eenden en vliegende schotels. Bij de finale met de vliegende schotels moet de speler zijn eigen Mii redden van een ontvoering door aliens.
Find Mii
Bij Find Mii moeten spelers zo snel mogelijk verschillende opdrachten uitvoeren, zoals de snelste Mii uit een groep kiezen, of de twee of drie dubbele Mii’s, of de slapende Mii’s. Met de Wii-mote moet de juiste Mii’s aangewezen worden. Hoe sneller een speler is, hoe meer tijd hij of zij verzamelt. Die tijd komt goed van pas naarmate de levels moeilijker worden.
Table Tennis
In deze simpele versie van pingpong hoeft men niet zelf te slaan. De speler gebruikt de Wii-mote als batje en beweegt het in de juiste richting van de pingpongbal. Wie het eerste elf punten haalt wint.
Pose Mii
In de minigame kan de Mii van een speler drie poses aannemen. Met de A- en B-knoppen wisselt men tussen de poses. Zodra het spel begint verschijnen er bubbels met de silhouetten van Mii’s. Het is de taak van de speler om de juiste pose aan te nemen en de Mii zo te draaien dat het in de silhouet past. In de eerste levels hoeven spelers nog niet tijdens het spelen van pose te veranderen, maar verder in de game moet dat wel. Dit spel lijkt op het op TV uitgezonden "Hole in the wall", waarbij mensen een muur over zich heen moeten zien te laten gaan door dezelfde positie aan te nemen als het gat in de muur.
Laser Hockey
Laser Hockey is de digitale versie van airhockey die in menig speelhal te vinden is. Met de Wii-mote wordt het "nietje" bestuurd. Om de nodige effecten mee te geven bij het raken van de puck, kan de Wii-mote gekanteld worden. Ten slotte mag niet vergeten worden het doel te bewaken.
Billiards
In deze versie van 9-Ball Pool richt de speler de Wii-mote op het scherm om zijn keu te richten. Daarna trekt de speler de keu terug en drukt hij hem weer naar voren om de bal te stoten. Men kan niet in het wilde weg ballen wegspelen, dit gaat bal voor bal op volgorde. Wanneer de witte bal in de pocket wordt gestoten is de beurt voorbij.
Fishing
Men moet de Wii-mote hanteren als een hengel. Het haakje moet in het water zakken en men moet wachten tot de vis toehapt (de afstandsbediening zal dan trillen). Wanneer een vis aan de haak hangt, moet de Wii-mote hard naar achteren gezwaaid worden om de vis binnen te halen. Op het scherm staat welke vis er moet gevangen worden voor extra punten. De grotere vissen zijn echter heel snel.
Charge!
In Charge! rijdt de speler op een wilde stier. De speler moet zijn Wii-mote horizontaal voor zich houden. Door de Wii-mote naar links en rechts te bewegen, is de stier te besturen. Om te versnellen moet de Wii-mote naar voren gekanteld worden, om af te remmen naar achteren. Men moet zo veel mogelijk vogelverschrikkers raken om punten te scoren en te winnen.
Tanks!
Deze minigame is met of zonder Nunchuk te spelen. De speler bestuurt in Tanks! een tank met de vierpuntsdruktoets of de Nunchuk. Schieten doet men met de B-knop en mijnen zijn te plaatsen met de A-knop. Het is de bedoeling om als eerste de computergestuurde tanks te vernietigen.